# Balázs Nikolov
Pour les articles homonymes, voir Nikolov.
Balázs Nikolov, né le 4 juillet 1977 à Bonyhád en Hongrie, est un footballeur international hongrois évoluant au poste de défenseur de 1998 à 2015.

## Biographie
Né le 4 juillet 1977 à Bonyhád d'un père issu de la minorité bulgare de Hongrie, il est entraîné par Csaba Máté (en) et Kniesz Mátyás.

## Carrière de joueur

### En club
- 1995-1997 :  Dunaszentgyörgy SE
- 1997-1999 :  Paksi FC
- 1999-2003 :  Dunaújváros FC
- 2003-2006 :  Debreceni VSC
- 2006 :  Hamarkameratene
- 2007-2009 :  Győri ETO FC
- 2009-2010 :  Paksi FC
- 2011-2012 :  Debreceni VSC
- 2012-2013 :  Vasas SC
- 2013-2015 :  Viadukt Biatorbágy VS

### En équipe nationale
- Il est sélectionné en équipe nationale hongroise pour la saison 2004-2005 (3 matchs, 0 buts).